# Velika nagrada Rima 1931
Velika nagrada Rima 1931 je bila deveta neprvenstvena dirka v sezoni Velikih nagrad 1931. Odvijala se je 7. junija 1931 na italijanskem dirkališču Littorio v Rimu, na isti dan kot dirke za Veliko nagrado Lvova in Ženeve ter Eifelrennen. Iz treh voženj po 25 krogov se je najboljših dvanajst dirkačev uvrstilo v finale, kjer so dirkači vozili 60 krogov. 

## Rezultati

### Finale
| Poz | Št | Dirkač             | Moštvo               | Dirkalnik       | Krogi | Čas/Odstop | Št. m. |
| --- | -- | ------------------ | -------------------- | --------------- | ----- | ---------- | ------ |
| 1   | 82 | Ernesto Maserati   | Officine A. Maserati | Maserati V4     | 60    | 1:34:32,2  | 1      |
| 2   | 78 | René Dreyfus       | Officine A. Maserati | Maserati 26M    | 60    | +1:03,8    | 6      |
| 3   | 64 | Clemente Biondetti | Officine A. Maserati | Maserati 26B    | 60    | +4:54,4    | 11     |
| 4   | 60 | Renato Balestrero  | Privatnik            | Talbot 700      | 60    | +5:17,6    | 5      |
| 5   | 76 | Domenico Cerami    | Privatnik            | Maserati 26B MM | 60    | +6:37,8    | 4      |
| 6   | 68 | Luigi Fagioli      | Officine A. Maserati | Maserati 26M    | 60    | +15:30,6   | 9      |
| NC  | 40 | Luigi Castelbarco  | Privatnik            | Bugatti T39A    | 55    | +5 krogov  | 10     |
| NC  | 50 | Giuseppe Savi      | Privatnik            | Maserati 26B    | 53    | +7 krogov  | 12     |
| Ods | 74 | Achille Varzi      | Privatnik            | Bugatti T51     | 32    | Vžig       | 2      |
| Ods | 58 | Giovanni Minozzi   | Privatnik            | Bugatti T35C    | 23    |            | 3      |
| Ods | 70 | Tazio Nuvolari     | Privatnik            | Bugatti T35B    | 5     | Ventil     | 8      |
| Ods | 36 | José Scaron        | Privatnik            | Amilcar         | 3     | Sklopka    | 7      |

- Najboljši štartni položaj: Ernesto Maserati (žreb)
- Najhitrejši krog: Achille Varzi 1:28,4

### Pred-dirke
Odebeljeni dirkači so se uvrstili v finale.

#### Pred-dirka 1 (avtocikli)
| Poz | Št | Dirkač             | Moštvo    | Dirkalnik          | Krogi | Čas/Odstop |
| --- | -- | ------------------ | --------- | ------------------ | ----- | ---------- |
| 1   | 36 | José Scaron        | Privatnik | Amilcar            | 25    | 45:53,6    |
| 2   | 18 | Louis Decaroli     | Privatnik | Salmson            | 25    | +3:18,4    |
| 3   | 2  | Filippo Ardizzone  | Privatnik | Delage             | 25    | +5:05,6    |
| 4   | 14 | Gianfranco Comotti | Privatnik | Salmson            | 25    | +6:03,8    |
| 5   | 32 | Luigi del Re       | Privatnik | Lombard AL3        | 25    | +10:53,0   |
| 6   | 10 | Luigi Platé        | Privatnik | BNC 527            | 25    | ?          |
| 7   | ?  | Alfonso Attili     | Privatnik | Salmson            | 25    | +17:11,8   |
| Ods | 6  | Luigi Premoli      | Privatnik | Salmson            |       |            |
| Ods | 12 | Gerolamo Ferrari   | Privatnik | Talbot-Special 700 |       |            |
| Ods | 20 | Francesco Matrullo | Privatnik | Salmson            |       |            |
| Ods | 28 | Domingo Giorgi     | Privatnik | Lombard AL3        |       |            |
| Ods | 30 | Giovanni Serra     | Privatnik | Amilcar            |       |            |

- Najhitrejši krog: Josè Scaron 1:33,2

#### Pred-dirka 2 (do 2000 cm³)
| Poz | Št | Dirkač             | Moštvo               | Dirkalnik      | Krogi | Čas/Odstop | Št. m. |
| --- | -- | ------------------ | -------------------- | -------------- | ----- | ---------- | ------ |
| 1   | 64 | Clemente Biondetti | Officine A. Maserati | Maserati 26B   | 25    | 41:23,0    | 11     |
| 2   | 50 | Giuseppe Savi      | Privatnik            | Maserati 26B   | 25    | +1:16,4    | 6      |
| 3   | 40 | Luigi Castelbarco  | Privatnik            | Bugatti 39A    | 25    | +1:28,0    | 1      |
| 4   | 58 | Giovanni Minozzi   | Privatnik            | Bugatti T35C   | 25    | +1:32,6    | 12     |
| 5   | 60 | Renato Balestrero  | Privatnik            | Talbot 700     | 25    | +3:15,6    | 5      |
| 6   | 56 | Guido Sebastiani   | Privatnik            | Maserati 26    | 25    | +5:27,0    | 8      |
| Ods | 38 | Ettore Muti        | Privatnik            | Maserati 26B   | 15    |            | 9      |
| Ods | 48 | Amedeo Ruggeri     | Privatnik            | Talbot 700     | 15    | Motor      | 3      |
| Ods | 62 | Carlo Pedrazzini   | Privatnik            | Maserati 26B   | 7     |            | 7      |
| Ods | 52 | Tazio Nuvolari     | Privatnik            | Bugatti T35C   | 6     | Vžig       | 2      |
| Ods | 72 | Alberto Andreoni   | Privatnik            | Maserati 26 MM |       |            | 4      |

- Najboljši štartni položaj: Luigi Castelbarco (žreb)
- Najhitrejši krog: Giovanni Minozzi 1:33.0

#### Pred-dirka 3 (do 3000 cm³)
| Poz | Št | Dirkač          | Moštvo               | Dirkalnik       | Krogi | Čas/Odstop |
| --- | -- | --------------- | -------------------- | --------------- | ----- | ---------- |
| 1   | 74 | Achille Varzi   | Privatnik            | Bugatti T51     | 25    | 37:47,2    |
| 2   | 68 | Luigi Fagioli   | Officine A. Maserati | Maserati 26M    | 25    | +10,0 s    |
| 3   | 78 | René Dreyfus    | Officine A. Maserati | Maserati 26M    | 25    | +17,8 s    |
| 4   | 76 | Domenico Cerami | Privatnik            | Maserati 26B MM | 25    | +3:33,0    |
| 5   | 70 | Tazio Nuvolari  | Privatnik            | Bugatti T35B    | 25    | +4:55,0    |

- Najhitrejši krog: Achille Varzi 1:28,6

#### Pred-dirka 4 (nad 3000 cm³)
| Poz | Št | Dirkač             | Moštvo               | Dirkalnik              | Krogi | Čas/Odstop |
| --- | -- | ------------------ | -------------------- | ---------------------- | ----- | ---------- |
| 1   | 82 | Luigi Fagioli      | Officine A. Maserati | Maserati V4            | 25    | 40:34,4    |
| 1   | 84 | Roberto di Vecchio | Privatnik            | Itala 75 Hispano-Suiza | 25    | +6:21,6    |

- Najhitrejši krog: Ernesto Maserati 1:28,6